# Kampung Padang (Panyabungan)
Kampung Padang is een bestuurslaag in het regentschap Mandailing Natal van de provincie Noord-Sumatra, Indonesië. Kampung Padang telt 1339 inwoners (volkstelling 2010).